# GMAC
アライ・フィナンシャル (Ally Financial) は、アメリカ合衆国の金融会社。主に自動車ローンを扱う。別名はGMAC Financial Services、旧社名はGeneral Motors Acceptance Corporation。
かつては自動車メーカーゼネラルモーターズ (GM) の100%完全子会社だった。しかし、2006年11月30日、株式の51%がサーベラス・キャピタル・マネジメントに売却された。